# Bailliage de Gösgen
?–1458
Entités suivantes :
- Bailliage de Gösgen

1458–1798
Entités précédentes :
- Seigneurie de Gösgen
- Seigneurie de Wartenfels

La seigneurie de Gösgen est une seigneurie située dans l'actuel canton de Soleure. Elle devient par la suite un bailliage du canton de Soleure de 1458 à 1798 sous le nom de bailliage de Gösgen.

## Histoire
La seigneurie de Wartenfels est achetée par Soleure en 1466 et est ajoutée au bailliage.
En 1623, le Werderamt est transferé du bailliage de Gösgen au bailliage d'Olten.
En 1665, la basse justice sur Safenwil et Uerkheim passe au bailliage bernois de Lenzbourg, qui détentait déjà la haute justice depuis 1415.

## Baillis
Les baillis sont les suivants :
- 1506-1509 : Peter Hebolt[1] ;
- 1563-1569 : Urs Sury[2] ;
- 1659-1663 : Urs Sury von Bussy[3] ;